# Aéroport de Heringsdorf
L'aéroport de Heringsdorf (allemand : Flughafen Heringsdorf) (code IATA : HDF • code OACI : EDAH) est un aéroport régional situé près de Garz sur l'île d'Usedom en Allemagne. C'était auparavant une base aérienne Est-Allemande et accueille aujourd'hui des vols commerciaux durant la saison estivale en provenance d'Allemagne et de Suisse.
L'aéroport doit son nom à la localité proche de Heringsdorf, située à 10 km au nord. La plus grande ville de l'île est cependant Świnoujście en Pologne, juste à l'est de l'aéroport.

## Installations
L'aéroport de Heringsdorf dispose d'un terminal, d'un tarmac d'une place pouvant accueillir des appareils de l'envergure d'un Airbus A319. Depuis l'hiver 2015, l'aéroport a été rénové et équipé de matériel anti-incendie et de sécurité.

## Situation
| Berlin · Brandebourg EuroAirport Basel-Mulhouse-Freiburg Freiburg · City Brême Cassel Cologne · Bonn Dortmund Dresde Düsseldorf Erfurt Francfort-Hahn Francfort · sur-le-Main Friedrichshafen Hambourg Hanovre Heringsdorf Karlsruhe · Baden-Baden Leipzig Lübeck Memmingen Munich Münster · Osnabrück Nuremberg Paderborn · Lippstadt Rostock Sarrebruck Stuttgart Sylt Weeze Mannheim |

## Compagnies aériennes et destinations
L'aéroport de Heringsdorf propose les destinations suivantes :
| Compagnies       | Destinations                                    |
| ---------------- | ----------------------------------------------- |
| Lufthansa        | En saison : Francfort                           |
| Luxair           | En saison : Luxembourg-Findel                   |
| Rhein-Neckar Air | En saison : Mannheim En saison charter : Cassel |

Édité le 11/04/2018. Actualisé le 06/03/2023.

## Statistiques
Pour des raisons techniques, il est temporairement impossible d'afficher le graphique qui aurait dû être présenté ici.

Voir la requête brute et les sources sur Wikidata.